# Ašoke Sen
Ašoke Sen (bengalsko অশোক সেন, Aśok Sen), FRS, indijski fizik, * 15. julij 1956.
Sen raziskuje v teoriji strun. Je soodkritelj S-dualnosti. Podal je zadovoljivo razlago tahionske kondenzacije odprte strune. Napisal je več člankov o strunski teoriji polja. Leta 1989 je prejel nagrado Mednarodnega središča za teoretično fiziko (ICTP). Trenutno deluje na Raziskovalnem inštitutu Harish-Chandra (HRI). Poročen je s Sumathi Rao, fizičarko kondenzirane snovi na HRI.
Doktoriral je na Državni univerzi New Yorka v Stony Brooku, New York. Na začetku svoje znanstvene poti je delal v Fermilabu in v Stanfordovem linearnem pospeševalniku (SLAC). Kasneje je delal na indijskem Tatovem inštitutu za temeljne raziskave (TIFR), nato pa v HRI.
Leta 1998 so Sena izvolili za člana Kraljeve družbe. V letu 2014 je skupaj z Andrewom Stromingerjem in Gabrielom Venezianom prejel Diracovo medaljo.